# Eunoe crassa
Eunoe crassa är en ringmaskart som först beskrevs av Treadwell 1924.  Eunoe crassa ingår i släktet Eunoe och familjen Polynoidae. Inga underarter finns listade i Catalogue of Life.